# Liste der Ruhezonen in Vorarlberg
Die Liste der Ruhezonen in Vorarlberg enthält nur die bisher einzige Ruhezone, die auf Grund des Vorarlberger Naturschutzrechts auf Basis der Alpenkonvention ausgewiesen ist.

## Liste der Ruhezonen
| Foto |  | Name        | ID | Bezirk  | Standort                 | Beschreibung                                 | Fläche | Datum      |
| ---- |  | ----------- | -- | ------- | ------------------------ | -------------------------------------------- | ------ | ---------- |
| 1    |  | Vergaldatal |    | Bludenz | St. Gallenkirch Standort | Vorläufig bis zum 31. Jänner 2026 befristet. | 19 km² | 17.12.2009 |